# 西富駅

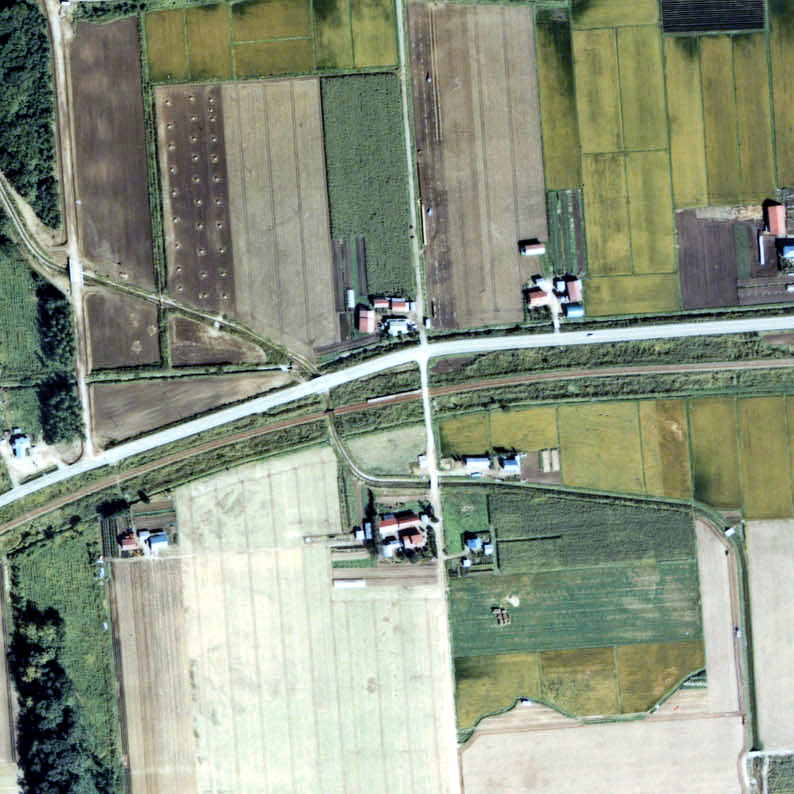
1977年、国鉄池北線時代の西富駅と周囲500 m範囲。右が北見方面。仮乗降場スタイルの簡易型ホームで、周囲に待合室は見当たらない。北見側に西二十八号の踏切がある。

西富駅（にしとみえき）は、北海道常呂郡訓子府町字西富にあった北海道ちほく高原鉄道ふるさと銀河線の駅（廃駅）である。国鉄・JR北海道池北線時代の電報略号はニト。事務管理コードは▲120505。

## 歴史
1955年（昭和30年）8月20日から置戸駅 - 北見駅にレールバスの運転が開始されたことをきっかけに開設された仮乗降場を出自とし、設置費用は地元集落と町が折半負担した。

### 年表
- 1955年（昭和30年）8月20日：日本国有鉄道網走本線の西富仮乗降場（局設定）として設置[1]。
- 1959年（昭和34年）11月1日：駅に昇格[1][4]。旅客のみ取扱い[1]。
- 1961年（昭和36年）4月1日：網走本線のうち、池田 - 北見間を池北線に改称。同線所属となる。
- 1987年（昭和62年）4月1日：国鉄分割民営化により北海道旅客鉄道に継承[1]。
- 1989年（平成元年）6月4日：北海道ちほく高原鉄道に転換[1]。
- 2006年（平成18年）4月21日：ふるさと銀河線廃線により廃止。

### 駅名の由来
地名より。付近にある集落「富栄」の西方にあることによる。

## 駅構造
単式ホーム1面1線を有する地上駅。

## 駅周辺
畑が続く中にある駅であった。周囲には若干の民家がある。
- 北海道道50号北見置戸線
- 常呂川
- 北海道北見バス「西富28号線」停留所

## 隣の駅
北海道ちほく高原鉄道
ふるさと銀河線
西訓子府駅 - 西富駅 - 訓子府駅